# LOVE PHANTOM
「LOVE PHANTOM」（ラヴ・ファントム）は、日本の音楽ユニット・B'zの楽曲。1995年10月11日にRooms RECORDSから18作目のシングルとして発売された。

## 概要
8thアルバム『LOOSE』の先行シングル。
当初は9月末発売予定であり、B'zのシングルで初めて発売延期となった作品。
このシングルからB'zのロゴが現在でも使用されているデザインに変更された。本作とアルバム『LOOSE』、次シングル『ミエナイチカラ 〜INVISIBLE ONE〜/MOVE』はロゴの下にメンバー名の英語表記「TAK MATSUMOTO」・「KOHSHI INABA」が記載されている。その後、シングル『Real Thing Shakes』からメンバー名表記が無くなり現在のロゴになった。2000年発売の『B'z The "Mixture"』はこのロゴが使用されたが、1999年発売のシングル『ギリギリchop』から2003年発売のシングル『野性のENERGY』まではオリジナルロゴが使用された。2004年発売のシングル『BANZAI』から再び使用開始され、一部例外もあるが数あるB'zロゴの中でこのシングルのロゴが最も息が長い。
ジャケット写真は、アップで撮影された目の中にメンバーが映っているというデザイン。これは、『インタビュー・ウィズ・バンパイア』や『ドラキュラ』などの映画からインスピレーションを得たメンバーからの「ビジュアルの世界観からロゴも含めてイメージを膨らませてほしい」という意向を反映させたもの。また『BE THERE』から続いていたタイアップの表記がなくなり、本作のジャケットからシールで保護フィルムに貼る方式に変更された。また、Rooms RECORDS（現在のVERMILLION RECORDS）より発売されたそれまでのシングルのジャケットにもタイアップ表示が消えた。
CDジャケットおよびCDラベルの「LOVE PHANTOM」の"T"の表記は、十字架（♰）となっている。
第10回日本ゴールドディスク大賞でベスト5シングル賞を受賞した。

## 記録
発売を1か月後に控えたアルバムからの先行シングルにもかかわらず、初動売上は当時の歴代1位となる95.1万枚を記録し、発売から2週間でミリオンセラーとなった。1995年に年間シングルチャートで10位を獲得し、1991年から5年連続でトップ10入りを果たした（こちらも当時の歴代1位）。
オリコン調べでは、2006年5月時点で累計186.2万枚を売り上げ、B'zのシングルでは『愛のままにわがままに 僕は君だけを傷つけない』に次いで2番目に高い売上を記録しており、B'zの代表作の1つである。
本作でCHAGE and ASKAのシングル総売上最多枚数を抜き、総売上が1650万枚となった。

## 収録曲
| 全作詞: 稲葉浩志、全作曲: 松本孝弘。 |                    |           |            |                              |      |
| #                                    | タイトル           | 作詞      | 作曲・編曲 | 編曲                         | 時間 |
| 1.                                   | 「LOVE PHANTOM」   | 稲葉浩志  | 松本孝弘   | 松本孝弘・池田大介           | 4:38 |
| 2.                                   | 「FUSHIDARA 100%」 | 稲葉浩志  | 松本孝弘   | 松本孝弘・稲葉浩志・池田大介 | 3:52 |
| 合計時間:                            | 合計時間:          | 合計時間: | 8:30       |                              |      |

## 楽曲解説
1. LOVE PHANTOM
  - シングルA面曲では初めてタイトルがボーカルの歌詞に登場しない曲である[注釈 5]。
  - 仮タイトルは「LOVE ALIEN」。稲葉が2024年に作詞ノートを公開した際に判明している[10]。
  - ストリングスによる約1分20秒のイントロから始まる。ストリングスやオペラヴォーカルが使用されている一方で、打ち込み色も強い。なお、一部の歌詞は宇徳敬子が歌っている。
  - ライブ初披露は、1995年に行われた『B'z LIVE-GYM Pleasure '95 BUZZ!!』。同ツアーにおいて、稲葉がバンパイアの扮装をし、高さ数十メートルのセットの高台からダイブするという演出用に制作された楽曲。当初は「VAMPIRE WOMAN」にこの演出が割り当てられていたが、新しく曲を制作しようということで本曲の制作に至った経緯がある[11][12]。
  - 歌詞の世界観も、フランケンシュタインやドラキュラ伯爵など日常的でない主人公の恋をイメージして作詞したという[11]。
  - アメリカのテレビドラマ『X-ファイル』のテレビ朝日放映版第1シーズン主題歌に起用された。
  - PVは会場で流された「イタリアバージョン」、ライブの模様を収めた「ライブバージョン」、そして両方を組み合わせたものの3種類が存在している。現在基本的に使用されるのは両方を組み合わせたバージョンであり、ベスト・アルバム『B'z The Best XXV 1988-1998』初回限定盤および公式YouTubeチャンネルでもこのバージョンを使用している。
  - 発売前にテレビ朝日系『ミュージックステーション』でこの曲が披露された。なお、当番組で2回目の演奏時にはストリングスのイントロをカットし、代わりに「spirit loose」をイントロに使用した。
  - ライブでの演奏の際はレーザー光線がよく使用される。またストリングスのイントロは、上記のようにカットしたり、松本がギターで演奏することもある。
  - NHKの『スキウタ〜紅白みんなでアンケート〜』では62位にランクインした。2024年12月31日放送のNHK『第75回NHK紅白歌合戦』の生放送中にサプライズでNHKホールに登場し「ultra soul」ともに披露した[13]。
  - 使用ギターはYAMAHA MG-M CUSTOM Black Burst。これは長年使用され数タイプあったヤマハ松本モデルの最終形とも言えるギターであり、ヤマハMG-Mとしてシングルでメイン・フィーチャリングされた最後の曲になる。
  - 2018年に行われた『B'z LIVE-GYM Pleasure 2018 -HINOTORI-』において、間奏に新曲「HINOTORI」を挿入する形で演奏された。「HINOTORI」は松本が本曲の続編として構想していたものである[14]。また、初演時のダイブ演出も行われた[注釈 6]。
  - 2020年に行われた無観客配信ライブ『B'z SHOWCASE 2020 -5 ERAS 8820-』のDay5内で行われた「B'z LIVE演奏回数ランキング」では、2020年時点で第6位を記録した[15][16]。
2. FUSHIDARA 100%
  - 女性目線で歌詞が書かれている[17]。
  - 曲の最後に聴こえる「Ah」という女性の声は飯島直子によるもの。
  - 20thシングル『Real Thing Shakes』のレコーディングの際に英語バージョンが製作されたが、そちらは未発表のままである。
  - マスト・アルバム『B'z The "Mixture"』で原曲収録され、アルバム初収録となった。
  - 『ミュージックステーション』で表題曲と一緒に披露された[18]。

## 参加ミュージシャン
- 松本孝弘:ギター、全曲作曲・編曲
- 稲葉浩志:ボーカル、全曲作詞、編曲（#2）
- 池田大介:マニピュレーター、全曲編曲
- デニー・フォンハイザー:ドラム（#2）
- 明石昌夫:ベース（#2）
- 増田隆宣:オルガン・モーグ（#2）
- 篠崎Strings:ストリングス（#1）
- 森朱美:オペラ（#1）
- 宇徳敬子:Female Voice（#1）
- 飯島直子:Female Voice（#2）

## タイアップ
- テレビ朝日系ドラマ『X-ファイル』（第1シーズン）主題歌（#1）
- TBS系『COUNT DOWN TV』オープニングテーマ（#1）

## 収録アルバム
LOVE PHANTOM
- LOOSE
- B'z TV STYLE II Songless Version（TV STYLE）
- B'z The Best "Pleasure"
- B'z The Best "ULTRA Pleasure"
- B'z The Best XXV 1988-1998

FUSHIDARA 100%
- B'z The "Mixture"

## ライブ映像作品
LOVE PHANTOM
- "BUZZ!!" THE MOVIE
- once upon a time in 横浜 〜B'z LIVE GYM'99 "Brotherhood"〜
- Typhoon No.15 〜B'z LIVE-GYM The Final Pleasure "IT'S SHOWTIME!!" in 渚園〜
- B'z LIVE-GYM 2006 "MONSTER'S GARAGE"
- B'z LIVE in なんば
- B'z The Best "ULTRA Pleasure"（特典DVD）
- B'z LIVE-GYM Pleasure 2008 -GLORY DAYS-
- B'z LIVE-GYM 2010 "Ain't No Magic" at TOKYO DOME
- B'z LIVE in なんば 2006 & B'z SHOWCASE 2007 -19- at Zepp Tokyo
- B'z LIVE-GYM Pleasure 2013 ENDLESS SUMMER -XXV BEST-
- B'z COMPLETE SINGLE BOX（特典DVD）
- B'z LIVE-GYM Pleasure 2018 -HINOTORI-
- B'z LIVE-GYM Pleasure 2023 -STARS-

## カバー
- 上木彩矢 - ライブで「juice」と共にカバー。
- チン☆パラ - ア・カペラでカバー（2002年に発売したシングル『LA-PUNCH 改』に収録）。
- ハラミちゃん - 2020年7月1日発売のアルバム『ハラミ定食〜Streetpiano Collection〜』に収録[19]。
- 水樹奈々 - 2016年7月18日に放送のNHK BSプレミアム『The Covers』でカバー[20]。
- 南波雅俊 - TBS系列『ラヴィット!』にて度々歌唱。同番組の音楽イベント『ラヴィット!ロック』では2年連続で歌唱。この番組の影響により、第75回NHK紅白歌合戦での出演時、サプライズで歌唱したこの楽曲のイントロが流れた際には「南波アナ」がトレンド入りした[21]。